# André Looij
André Looij (Wilnis, 25 mei 1995) is een Nederlands voormalig wielrenner. In 2015 was hij de jongste Nederlandse profwielrenner.

## Baanwielrennen

### Palmares
| Jaar     | NK                                       | EK       | WK       | Overig   |
| Junioren | Junioren                                 | Junioren | Junioren | Junioren |
| -------- | ---------------------------------------- | -------- | -------- | -------- |
| 2011     | Keirin, Scratch, Ploegkoers, 1km, Sprint |          |          |          |

## Wegwielrennen

### Overwinningen
2013
3e etappe Sint-Martinusprijs Kontich
2014
1e etappe Triptyque des Monts et Châteaux
6e etappe Ronde van Bretagne
2e etappe Kreiz Breizh Elites
2018
Himmerland Rundt
Grote Prijs Jean-Pierre Monseré

### Resultaten in voornaamste wedstrijden
|      | \| Jaar \| Ronde van Vlaanderen \| Parijs-Roubaix \| Gent-Wevelgem \| Parijs-Tours \| \| ---- \| -------------------- \| -------------- \| ------------- \| ------------ \| \| 2015 \| \| \| \| opgave \| \| 2016 \| \| \| opgave \| \| \| 2017 \| opgave \| opgave \| opgave \| 87e \| |                |               |              |
| Jaar | Ronde van Vlaanderen | Parijs-Roubaix | Gent-Wevelgem | Parijs-Tours |
| 2015 | |                |               | opgave       |
| 2016 | |                | opgave        |              |
| 2017 | opgave | opgave         | opgave        | 87e          |

## Ploegen
- 2014 –  Rabobank Development Team
- 2015 –  Roompot Oranje Peloton
- 2016 –  Roompot-Oranje Peloton
- 2017 –  Roompot-Nederlandse Loterij
- 2018 –  Monkey Town Continental Team
- 2019 -  Taiyuan Miogee Cycling Team
- 2020 -  SSOIS Miogee Cycling Team